# Nicolas Oliveira
Nicolas Nilo César de Oliveira (Belo Horizonte, 4 agosto 1987) è un ex nuotatore brasiliano.
Ha rappresentato il Brasile ai Giochi olimpici di Pechino 2008, Londra 2012 e Rio de Janeiro 2016.

## Palmarès
- Mondiali vasca corta

Dubai 2010: bronzo nella 4x100m sl e nella 4x100m misti.
- Giochi panamericani

Rio de Janeiro 2007: oro nella 4x100m sl e nella 4x200m sl.
Guadalajara 2011: oro nella 4x100m sl e argento nella 4x200m sl.
Toronto 2015: oro nella 4x100m sl e nella 4x200m sl.
- Campionati panpacifici

Gold Coast 2014: bronzo nella 4x100m sl.
- Giochi sudamericani

Medellín 2010: oro nella 4x100 misti, argento nei 50m sl, nei 100m sl, nella 4x100m sl e nella 4x200m sl e bronzo nei 200m sl.
Santiago 2014: oro nella 4x100m sl e nella 4x200m sl e argento nei 200m sl.
- Universiade

Shenzhen: argento nella 4x100m sl.